# Ким Хёджин
Ким Хёджин (кор. 김 효 진; 10 февраля 1984, Южная Корея) — южнокорейская актриса и фотомодель. Начала свою карьеру в качестве фотомодели в подростковом возрасте, а начиная с 1999 года она сыграла более чем в 25-ти фильмах и телесериалах.

## Личная жизнь
С 2 декабря 2011 года Ким замужем за актёром Ю Чжи Тэ, с которым она встречалась 5 лет до их свадьбы. У супругов есть сын (род.05.07.2014).

## Фильмография

### Фильмы
- The Legend of the Evil Lake (2003)
- Everybody Has Secrets (2004)
- Marrying the Mafia II (2005)
- Barefoot Ki-bong (2006)
- Mr. Wacky (2006)
- Five Senses of Eros (2009)
- Jeon Woo Chi (2009)
- Ashamed (2011)
- The Taste of Money (2012)
- Horny Family (2013)
- In My End Is My Beginning (2013)
- Marriage Blue (2013)
- Nameless (TBA)

### Телевидение
- Love Story (SBS, 1999)
- Secret (SBS, 2000)
- Gibb's Family (MBC, 2000)
- RNA (KBS, 2000)
- Golbangi (SBS, 2000)
- Medical Center (SBS, 2001)
- Wuri's Family (MBC, 2001–2002)
- Magic (SBS, 2004)
- Hong Kong Express (SBS, 2005)
- Ice Girl (KBS, 2005)
- I Am Happy (SBS, 2008)
- Telecinema: A Dream Comes True (SBS, 2009)
- Mary Stayed Out All Night (KBS, 2010)
- Strangers 6 (WOWOW/Channel A, 2012)